# 벌써 일년
벌써 일년은 브라운 아이즈의 데뷔 앨범 《Brown Eyes》의 타이틀곡이다. 작사는 한경혜가 하였고 작곡과 편곡은 윤건이 맡았으며, 뮤직비디오는 배우 김현주, 이범수, 장첸이 출연했고 권투를 주제로 한 차은택 감독의 드라마형 뮤직비디오이다. 브라운 아이즈는 이 곡이 실린 1집 활동 당시 방송 활동은 일절 하지 않는 얼굴 없는 가수로 활동했으며, 음악 프로그램 차트 1위를 달성하고 음반 판매량 70만 장을 기록하였다.